# 齿黑女

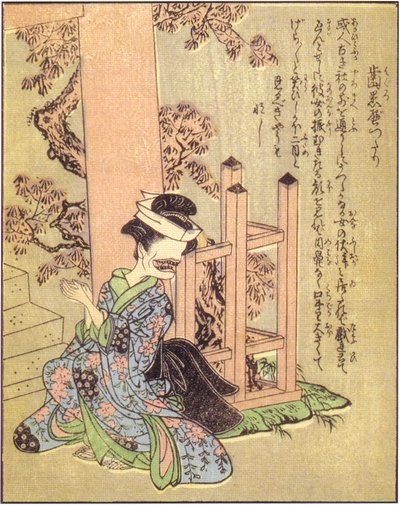
齿黑女，《繪本百物語》竹原春泉画

齿黑女（お歯黒べったり，おはぐろべったり）在《繪本百物語》（別名《桃山人夜話》）里有提到。

## 概要
是由无法成亲的女性变成的，她们通常会身穿美丽的和服，头戴“角隐”（日式婚服上新娘用的頭飾），打扮成新娘的样子，用手遮住脸。遇见她的人，如果好奇的和她打招呼，她会眸一笑，结果，这个新娘子没有眼睛和鼻子，而咧开的大嘴里露出染黑的牙齿（古日本贵族女性结婚后会把牙齿染成黑色）。只要假装和她结婚，就能摆脱纠缠。
雖然會糾纏單身的男性，但與其他妖怪相比，齒黑女對於人類仍算是危害程度較低的妖怪之一。

## 相關作品
- 鬼太郎
- 靈異教師神眉